# Weißklee
Der Weißklee (Trifolium repens), auch Kriechklee genannt, ist eine Pflanzenart aus der Gattung Klee (Trifolium) in der Unterfamilie der Schmetterlingsblütler (Faboideae) innerhalb der Familie der Hülsenfrüchtler (Fabaceae oder Leguminosae).

## Beschreibung

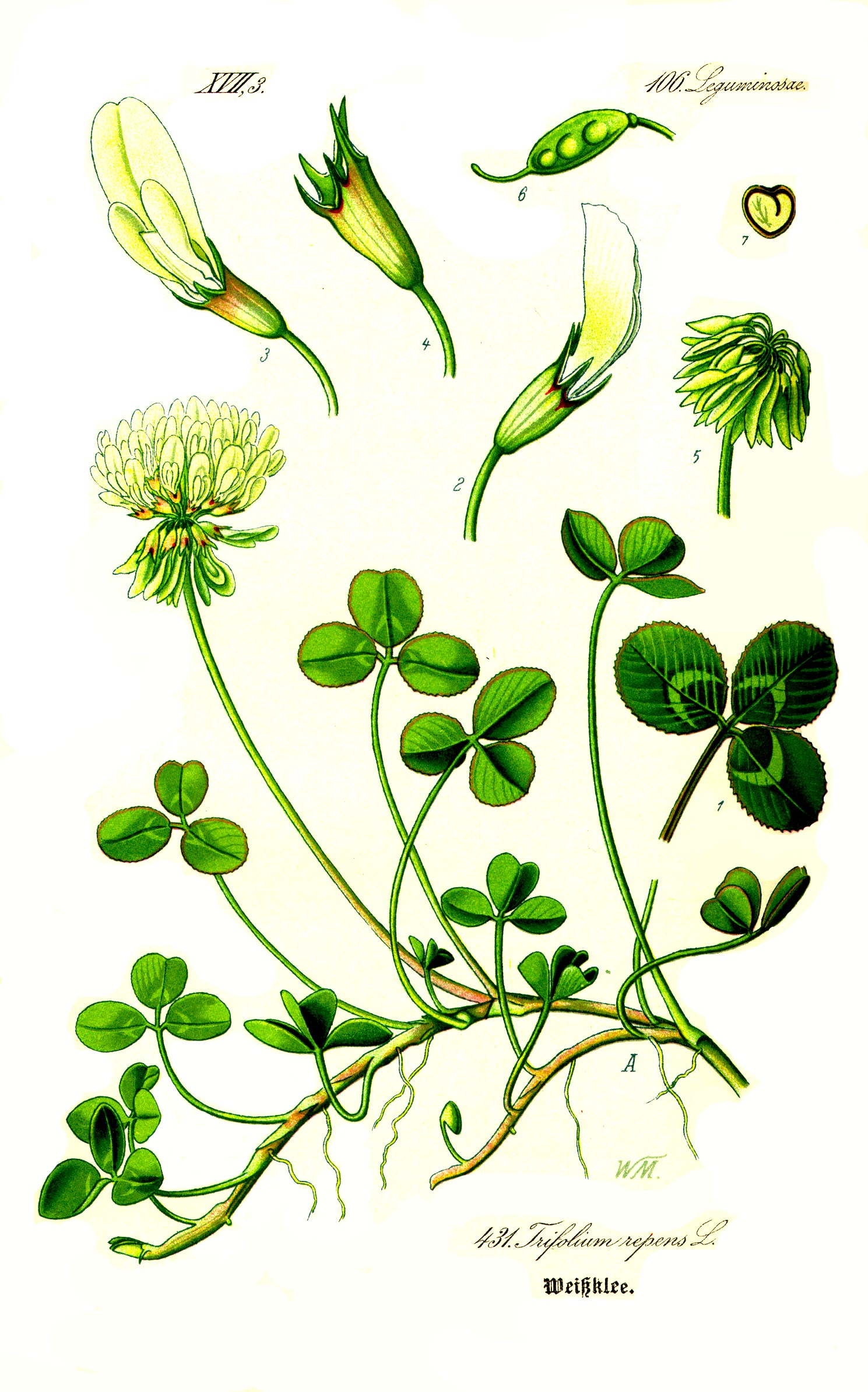
Illustration

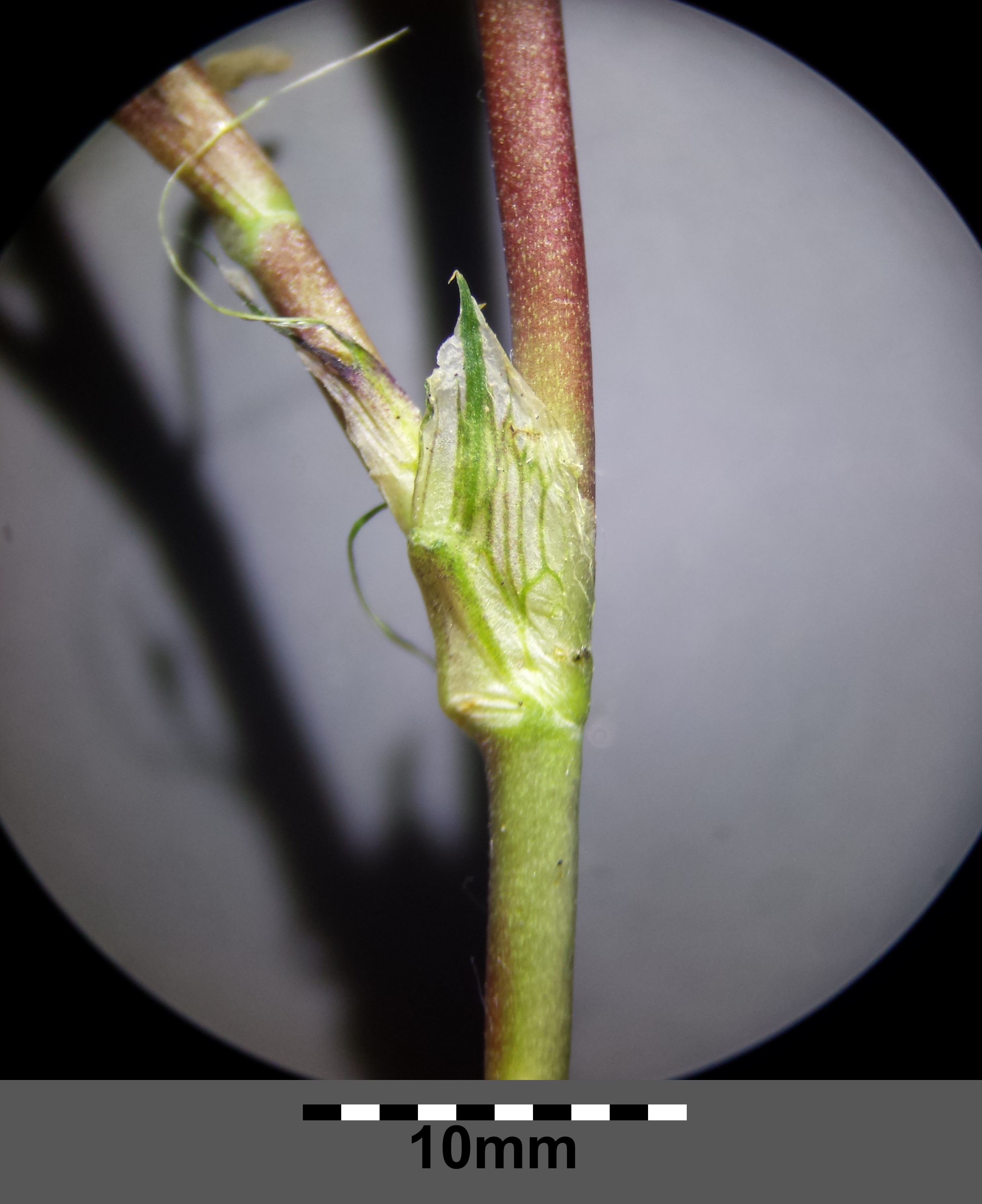
Stängel mit Laubblattstiel und trockenhäutigen, zu einer tütenförmigen Scheide verwachsenen und in eine grannenartige Spitze verschmälerten Nebenblättern.

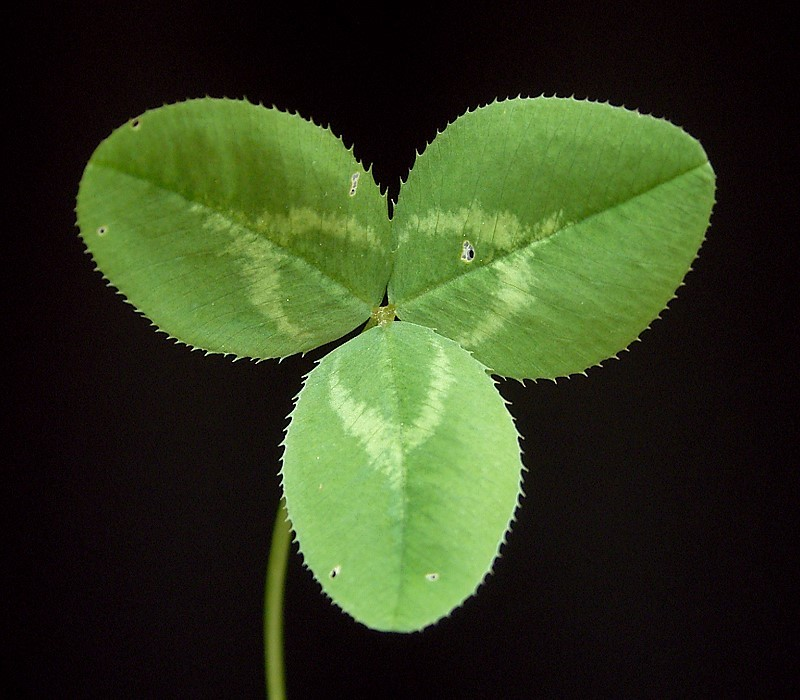
Laubblatt

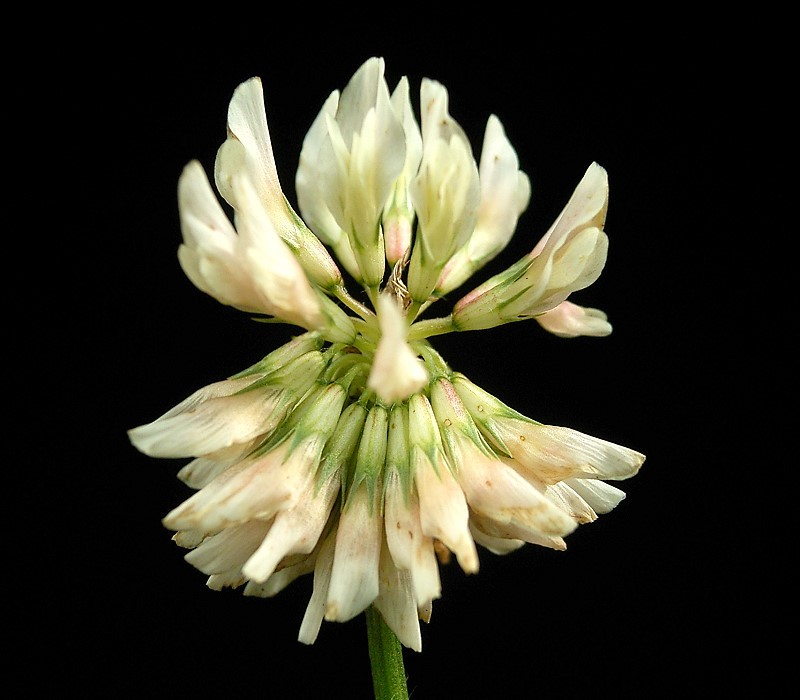
Blütenkopf, die unteren Blüten sind abgeblüht und herabhängend

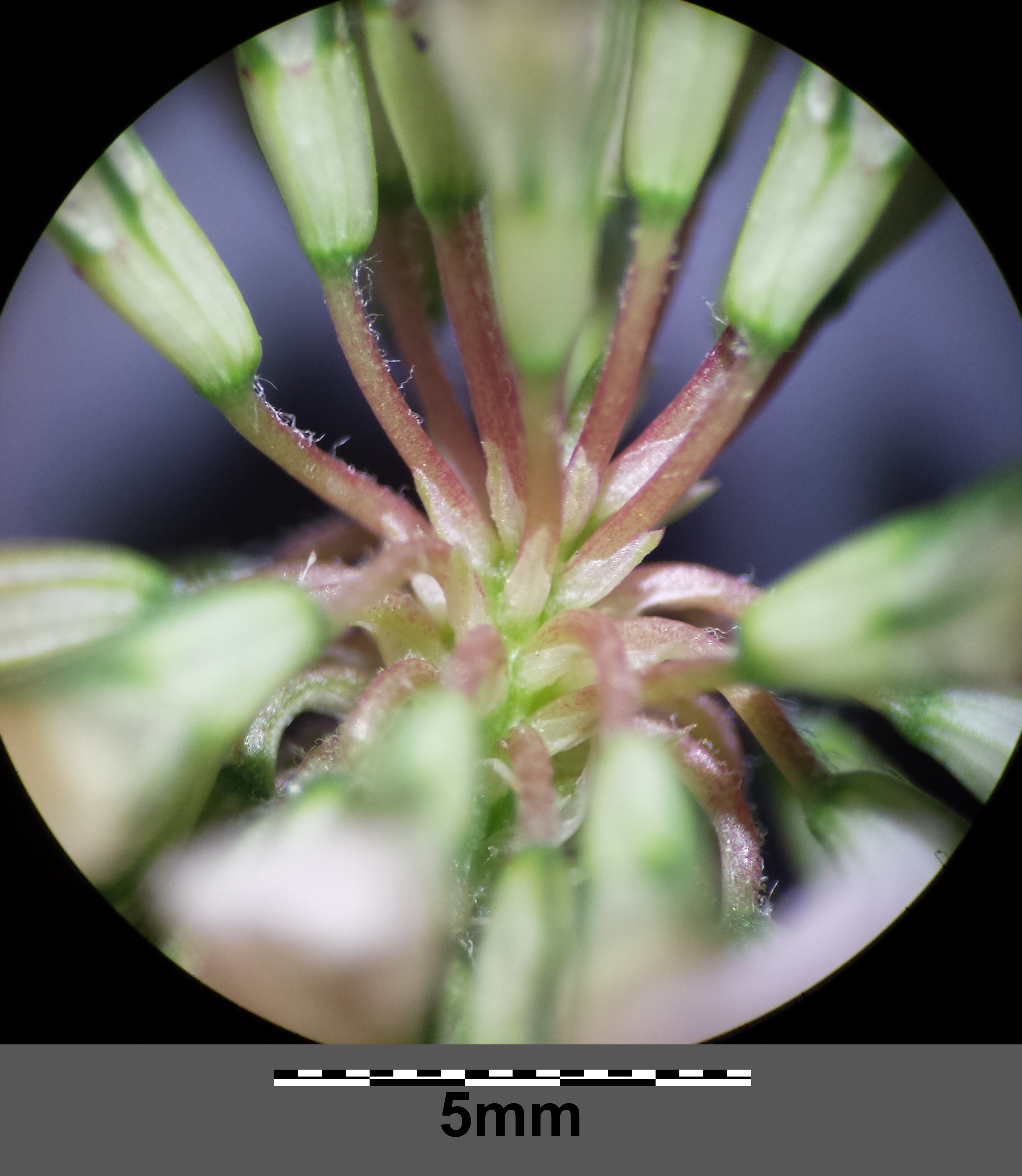
Blütenstiele mit winzigen Deckblättern am Grund von Trifolium repens subsp. repens

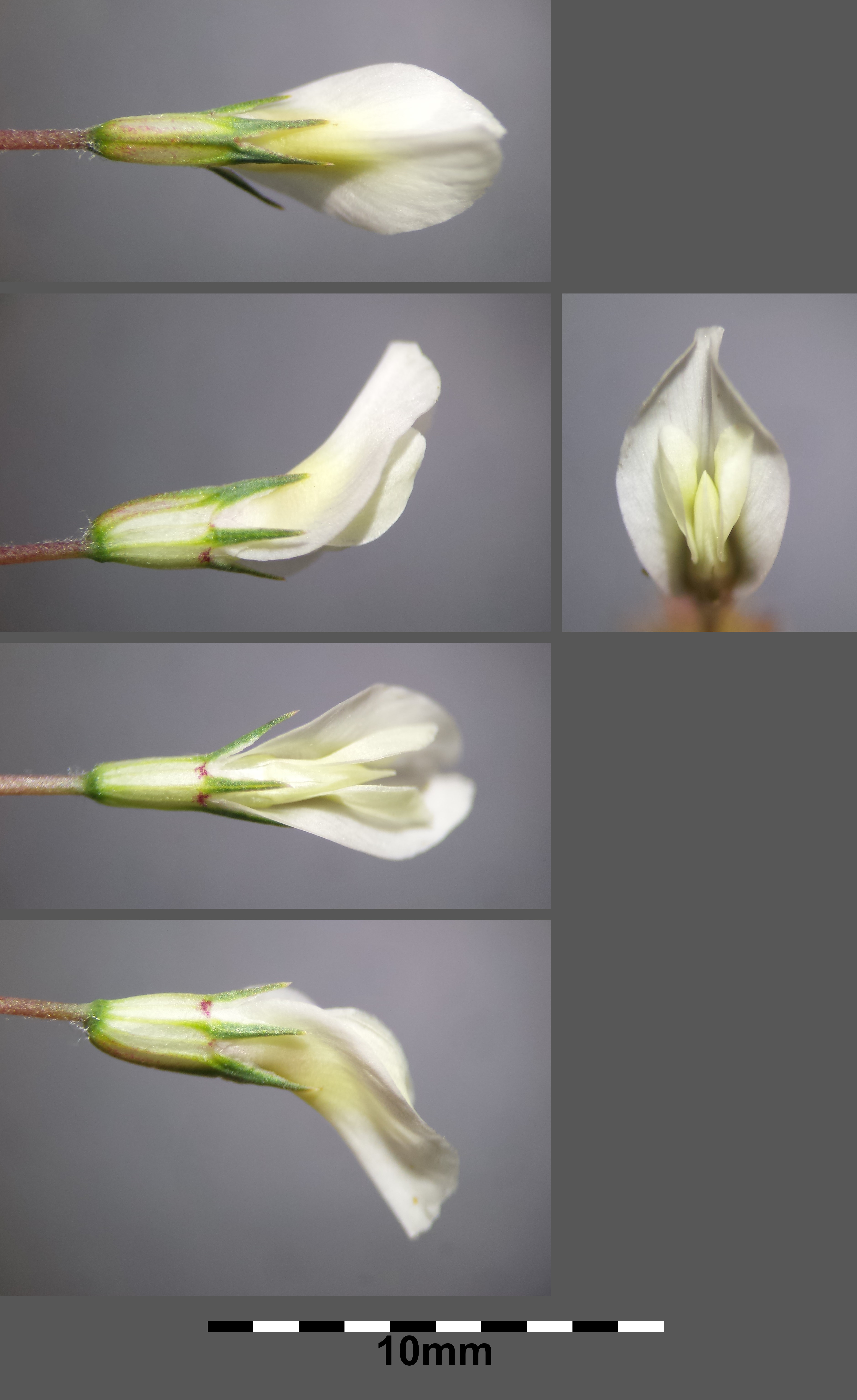
Blüte von Trifolium repens subsp. repens

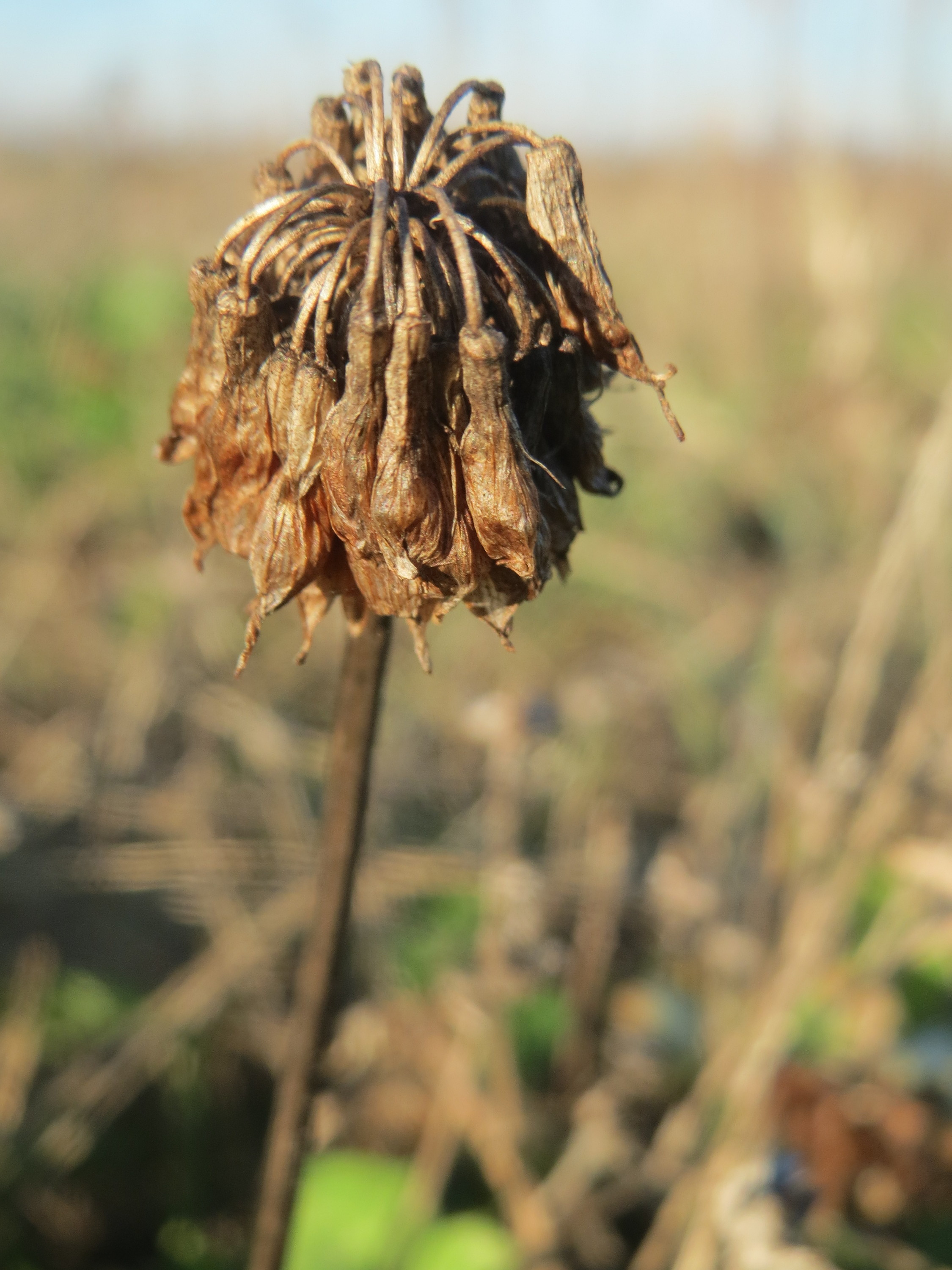
Fruchtstand

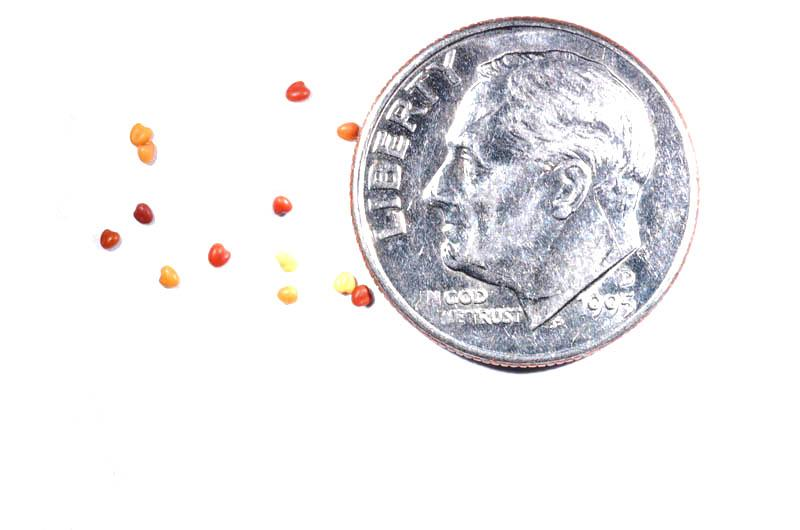
Samen

### Erscheinungsbild und Blatt
Der Weißklee ist eine ausdauernde krautige Pflanze und erreicht Wuchshöhen von 5 bis 20 Zentimetern. Er bildet eine kräftige Pfahlwurzel, jedoch keine unterirdischen Ausläufer. Er wurzelt bis 70 Zentimeter tief. Der kahle, kriechende Stängel wird 5 bis 30, selten bis zu 40 Zentimeter lang und bildet an den Knoten Wurzeln.
Alle Laubblätter sind scheinbar grundständig, aufgrund der liegenden Sprossachse, wechselständig angeordnet und in Blattstiel sowie Blattspreite gegliedert. Der Blattstiel ist bis zu 20 Zentimeter lang. Die Blattspreiten sind dreizählig gefingert. Die Blattfiedern sind bei einer Länge von meist 1 bis 2,5, selten bis 4 Zentimetern ein- bis zweimal so lang wie breit und breit-elliptisch bis verkehrt-eiförmig mit gestutztem oder schwach ausgerandetem oberem Ende. Der Blattrand ist fein gezähnt. Es gibt rund 20 Paare schwacher, gabeliger Seitennerven. Die kahlen Blattfiedern meist lebhaft grün, häufig tritt eine helle Querbinde auf. Die trockenhäutigen Nebenblätter sind zu einer tütenförmigen Scheide verwachsen und sind am oberen Ende abrupt in eine grannenartige Spitze verschmälert und tragen eine grannenartige Spitze.

### Blütenstand und Blüte
Die Blütezeit reicht von Mai bis Oktober. Auf 5 bis 30 Zentimeter langen Blütenstandsschäften stehen die mit einem Durchmesser von 1,5 bis 2,4 Zentimetern kugeligen, köpfchenförmigen Blütenstände, die 40 bis 80 Blüten enthalten. Es sind relativ lange Blütenstiele vorhanden. Die Einzelblüten sind nach der Anthese hängend.
Die zwittrigen Blüten sind zygomorph und fünfzählig mit doppelter Blütenhülle. Der Kelch ist zehnnervig, fast kahl und etwa halb so lang wie die Krone. Er hat einen offenen, kahlen Schlund. Die Kelchzähne sind schmal lanzettlich, die beiden oberen sind länger als die anderen und fast so lang wie die Kelchröhre. Die Krone ist 6 bis 12 Millimeter lang, weiß, nach dem Verblühen hellbraun.

### Frucht und Samen
Die Hülsenfrucht ist linealisch, abgeflacht, hat eine dünne Wand, beinhaltet drei bis vier Samen und ist zwischen den Samen eingeschnürt. Die Samen sind eiförmig bis rundlich nierenförmig, ihre Farbe ist schwefel- bis orangegelb.

### Chromosomensatz
Die Chromosomengrundzahl beträgt x = 8; die Chromosomenzahl beträgt 2n = selten 16 oder meist 32, somit liegt meist Tetraploidie vor.

## Ökologie
Beim Weißklee handelt es sich um einen hygromorphen, mesomorphen Hemikryptophyten. Die Vermehrung kann auch vegetativ erfolgen.

### Blütenökologie
Blütenökologisch handelt es sich um nektarbildende Schmetterlingsblumen. Sie haben einen Klappmechanismus und duften leicht nach Nektar. Die Blüten werden von zahlreichen Insektenarten besucht, der Bestäubungsmechanismus kann jedoch nur von Apoiden wie der Honigbiene ausgelöst werden. Selbstbestäubung kommt beim Weißklee so gut wie nicht vor.

### Ausbreitungsbiologie
Die Ausbreitung der Diasporen erfolgt durch Klett- und Klebausbreitung auf der Oberfläche von Tieren (Epichorie) oder durch den Wind (Anemochorie). Ein einzelner Stock kann unter günstigen Bedingungen in einem einzigen Sommer eine Fläche von mehreren Quadratmetern bedecken.

### Schädlinge und Krankheiten
Der Weißklee wird häufig von Cymadothea trifolii befallen. Die Rostpilze Uromyces trifolii-repentis und Uromyces trifolii befallen den Weißklee ebenfalls.

## Vorkommen
Der Weißklee ist in Europa, Nordafrika, Südwest- sowie Zentralasien weitverbreitet. Er ist in vielen weiteren Gebieten der Welt ein Neophyt.
Er kommt in Deutschland nahezu in allen durch die Floristische Kartierung erfassten Rasterflächen vor und ist damit hier eine der am weitesten verbreiteten Pflanzenarten. Er kommt in weiten Gebieten der Schweiz vor.
Der Weißklee besiedelt hauptsächlich Wiesen und Weideland. Da er sehr trittresistent ist, ist er oft auch an Wegrändern und in Sportanlagen zu finden. Er kommt oft zusammen mit Lolium perenne vor und ist pflanzensoziologisch eine Charakterart des Verbands Cynosurion. Er gedeiht auch in Pflanzengesellschaften der Ordnungen Arrhenatheretalia oder Plantaginetalia.
Er gedeiht am besten auf nährstoffreichen, leicht kalkhaltigen, lehmigen, feuchten Böden und wächst auch in Sandboden, der noch Hafer trägt. Er kommt in Mitteleuropa von Meeresniveau bis auf Höhenlagen von über 2200 Metern in den Alpen vor. In den Allgäuer Alpen steigt er bis zu einer Höhenlage von 2000 Metern auf. Josias Braun-Blanquet fand die Art am Calanda bei Chur in 2750 Meter Meereshöhe.
Die ökologischen Zeigerwerte nach Landolt et al. 2010 sind in der Schweiz: Feuchtezahl ohne Angabe, Lichtzahl L = 4 (hell), Reaktionszahl R = 3 (schwach sauer bis neutral), Temperaturzahl ohne Angabe, Nährstoffzahl N = 4 (nährstoffreich), Kontinentalitätszahl K = 3 (subozeanisch bis subkontinental), Salztoleranz 1 = tolerant.

## Systematik
Die Erstveröffentlichung von Trifolium repens erfolgte 1753 durch Carl von Linné in Species Plantarum, Tomus II, S. 767. Synonyme für Trifolium repens L. sind: Trifolium limonium Phil., Trifolium stipitatum Clos, Trifolium repens subsp. giganteum (Lagr.-Fossat) Ponert, Trifolium repens var. giganteum Lagr.-Fossat, Trifolium repens var. subvillosum Pau ex Merino.
Je nach Autor gibt es etwa zwei Unterarten aber auch zahlreiche Varietäten.
- Trifolium repens L. subsp. repens
- Kleiner Weiß-Klee (Trifolium repens subsp. prostratum Nyman): Sie unterscheidet sich durch behaarte Stängel und Blütenstiele.[2] Sie kommt in West- und Südeuropa und in Vorderasien vor.[11]

## Verwendung

### Landwirtschaftliche Nutzung
In der Landwirtschaft wird Weißklee auch als Futterpflanze angebaut.
Man sät auf einen Hektar 8 bis 15 kg. Wird Weißklee in einem Mischbestand mit Süßgräsern eingesät, können von einem Hektar 40 bis 100 Zentner Heu geerntet werden.
Als Leguminosen versorgen die Knöllchenbakterien des Weißklee den Boden mit Stickstoff. Aus diesem Grund und weil er sich als bodendeckende Ausläuferpflanze zur Unkrautunterdrückung eignet, wird der Weißklee (als sogenannter „Ladino-Klee“, Trifolium repens lodigense) auch in der Permakultur nach Fukuoka Masanobu sehr geschätzt.

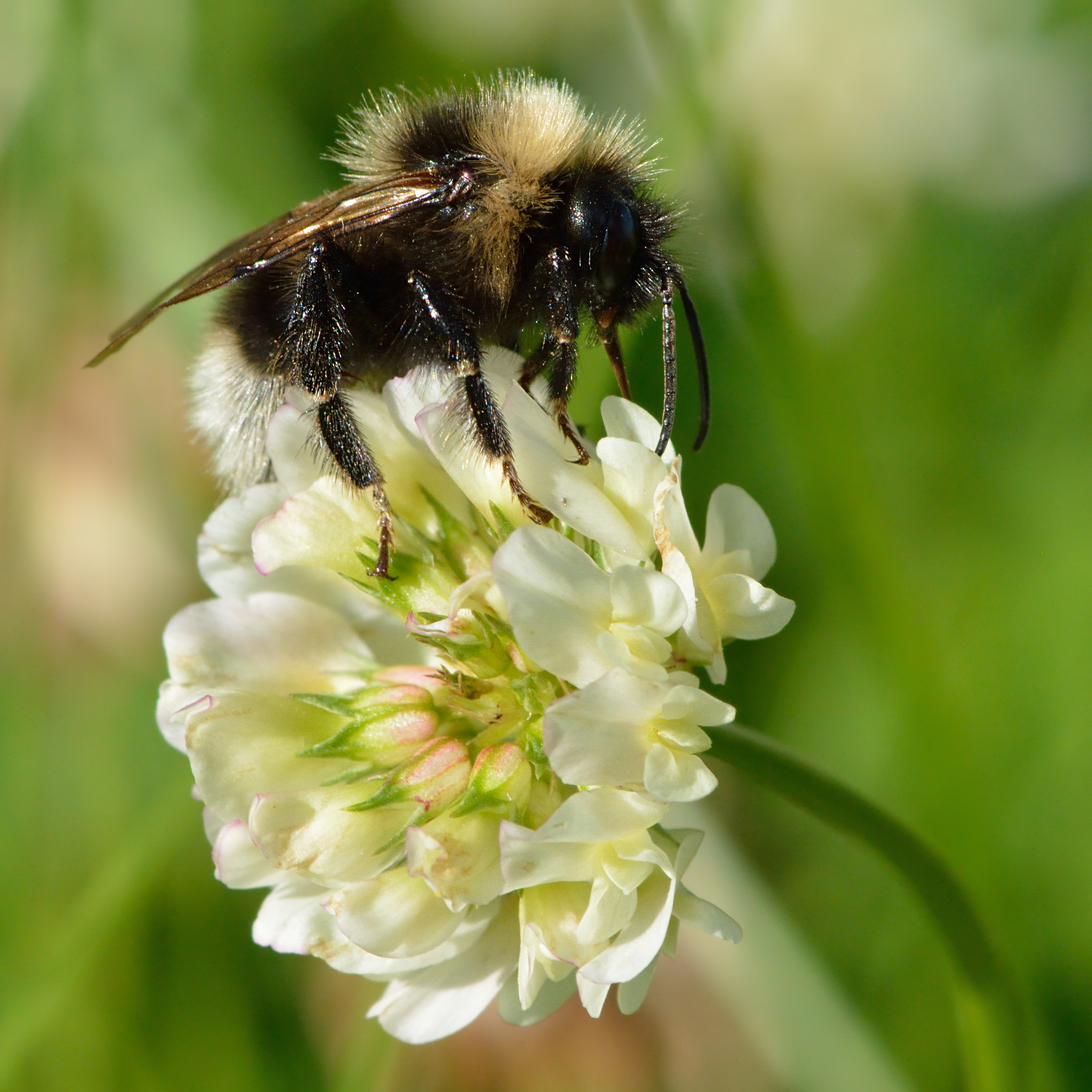
Blütenbesuch der Bärtigen Kuckuckshummel (Bombus barbutellus)

### Nutzung für die Imkerei
Der Weißklee ist eine wichtige Bienentrachtpflanze mit sehr gutem Nektar- und gutem Pollen-Trachtwert.

### Nutzung als Rasen
Der Weißklee wird im Garten- und Landschaftsbau als Rasenersatz oder Rasenbestandteil verwendet, es gibt dafür kleinblättrige Sorten mit geringer Wuchshöhe. Vorteilhafte Eigenschaften sind dabei der Stickstoffeintrag sowie eine höhere Toleranz gegenüber Trockenheit.

### Nutzung als Zierpflanze

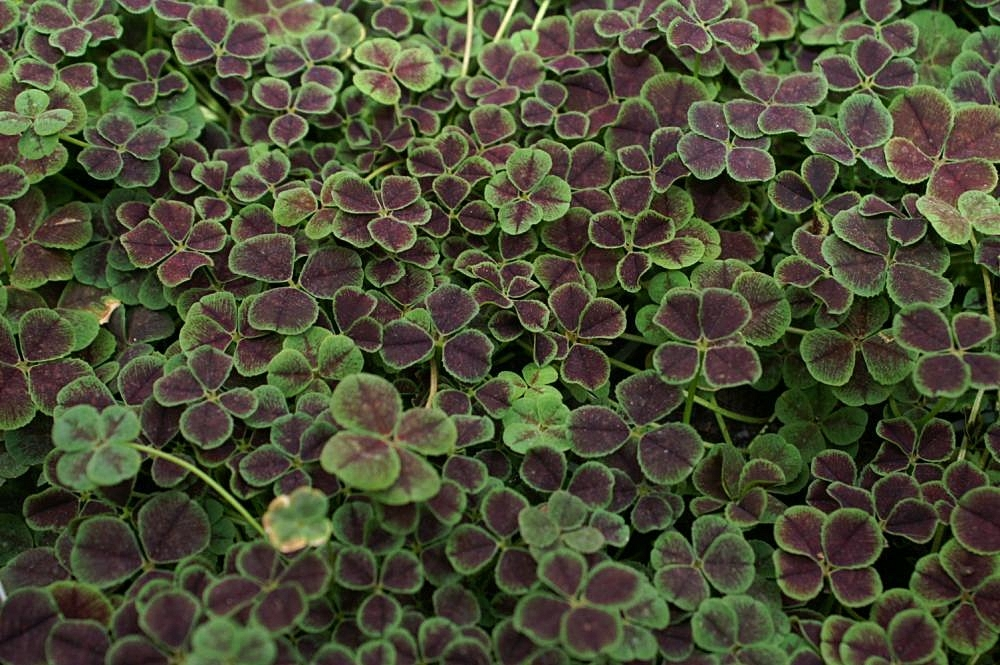
Ziersorte

Vom Weißklee gibt es zahlreiche buntlaubige Sorten, die als Zierpflanzen verwendet werden. Es gibt auch eine vierblättrige Ziersorte (siehe Kulturelle Bedeutung).

### Nutzung als Heilpflanze
Der Weißklee war früher wie der Wiesenklee als Heilpflanze bekannt (beide Pflanzen wurden im Mittelalter als Trifolium bezeichnet) und wird heute nur noch selten unter der Bezeichnung „Flores Trifolii albi“ (Weißkleeblüten) angeboten. In den grünen Pflanzenteilen und in den Blüten konnten zwölf verschiedene Flavonoide, Triterpensaponine, Isoflavonoide und Coumestrol mit östrogener Wirkung und Bicumarine nachgewiesen werden.

### Toxikologie
Aussagen zur Toxikologie zu den Klee-Arten (Trifolium spec.) gelten für den Weißklee (Trifolium repens). Klee-Arten sind in vielen Weiden anzutreffen. Weißklee ist wie viele Leguminosen, eine gute Futterpflanze (Futterwertzahl 9), aber abhängig von Witterung, Jahreszeit und der Menge, die verfüttert wird, kann er toxische Wirkungen hervorrufen. Inhaltsstoffe von Trifolium-Arten sind beispielsweise Farbstoffe, Rhodanide, Blausäure-Verbindungen wie Lotaustralin, östrogene Stoffe und hohe Gehalte an Proteinen. Diese Inhaltsstoffe können verschiedene Krankheitssymptome hervorrufen, die „Trifoliose“ (= Kleekrankheit) genannt werden. Einige Sorten des Weißklee können als Heu einen hohen Blausäuregehalt aufweisen und das Heu giftiger als das frische Pflanzenmaterial machen. Rhodanide führen zu einer Photosensibilisierung und es wird bei einem hohen Futteranteil eine goitrogene (= kropfbildende) Wirkung diskutiert. Die Inhaltsstoffe der Klee-Arten können zu sogenannter Hufrehe oder Blausäurevergiftung-Symptomen wie Dyspnoe, Tachykardie und Krämpfen führen. Es wird auch von Leber- und Nervenschäden berichtet. Wie auch bei anderen Leguminosen kann es bei Klee-Arten zu Blähungen kommen. Beispielsweise bei Pferden kann es zu Symptome führen.
Im März 2022 wurde im Fachblatt Science eine aufwändige Studie veröffentlicht, der zufolge der Gehalt an Blausäure im Innenbereich zahlreicher Großstädte aller bewohnter Kontinente signifikant geringer ist als im jeweils angrenzenden, weniger dicht besiedelten Umland. Für diese Studie wurden 110.019 Weißklee-Pflanzen aus 6169 Standorten von 160 Städten ausgewertet. Die Forscher führten den Befund vor allem auf das geringere Vorkommen von Pflanzenfressern in den Innenstädten zurück: „Wo der Weißklee in der Stadt wächst, ist er demnach weniger durch Schnecke, Kaninchen und Co bedroht als in einem eher ländlichen Umfeld. Für den Fortpflanzungserfolg des urbanen Klee scheint deshalb in vielen Fällen der Verzicht auf die kostspielige Blausäure-Produktion günstiger zu sein, als sie aufrechtzuerhalten. In dieser Hinsicht sind die Innenstädte von Toronto, Tokio oder München vergleichbar und so kam es offenbar zu der weitverbreiteten Parallele bei dieser evolutionären Entwicklung.“

## Kulturelle Bedeutung

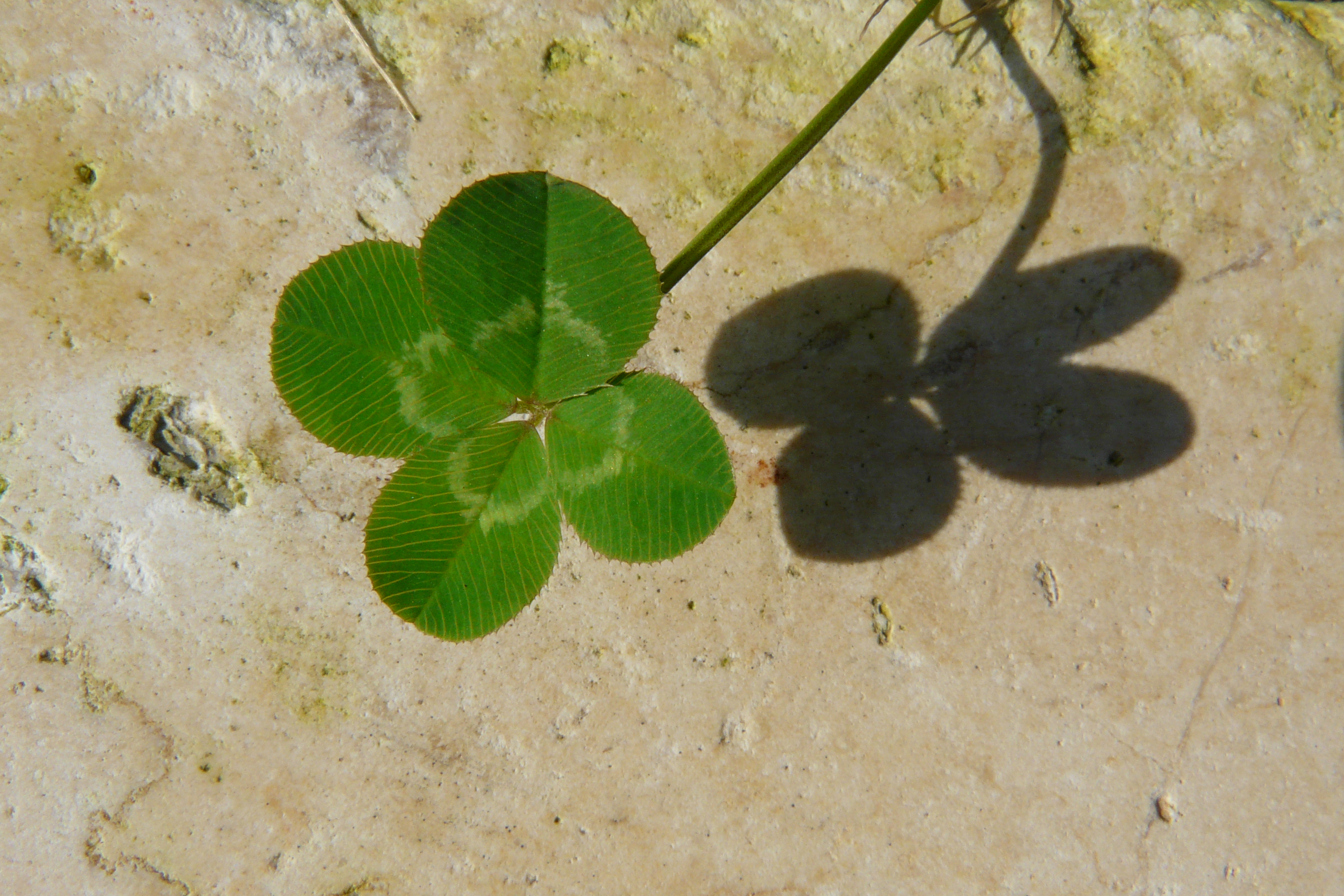
Vierblättriges Kleeblatt

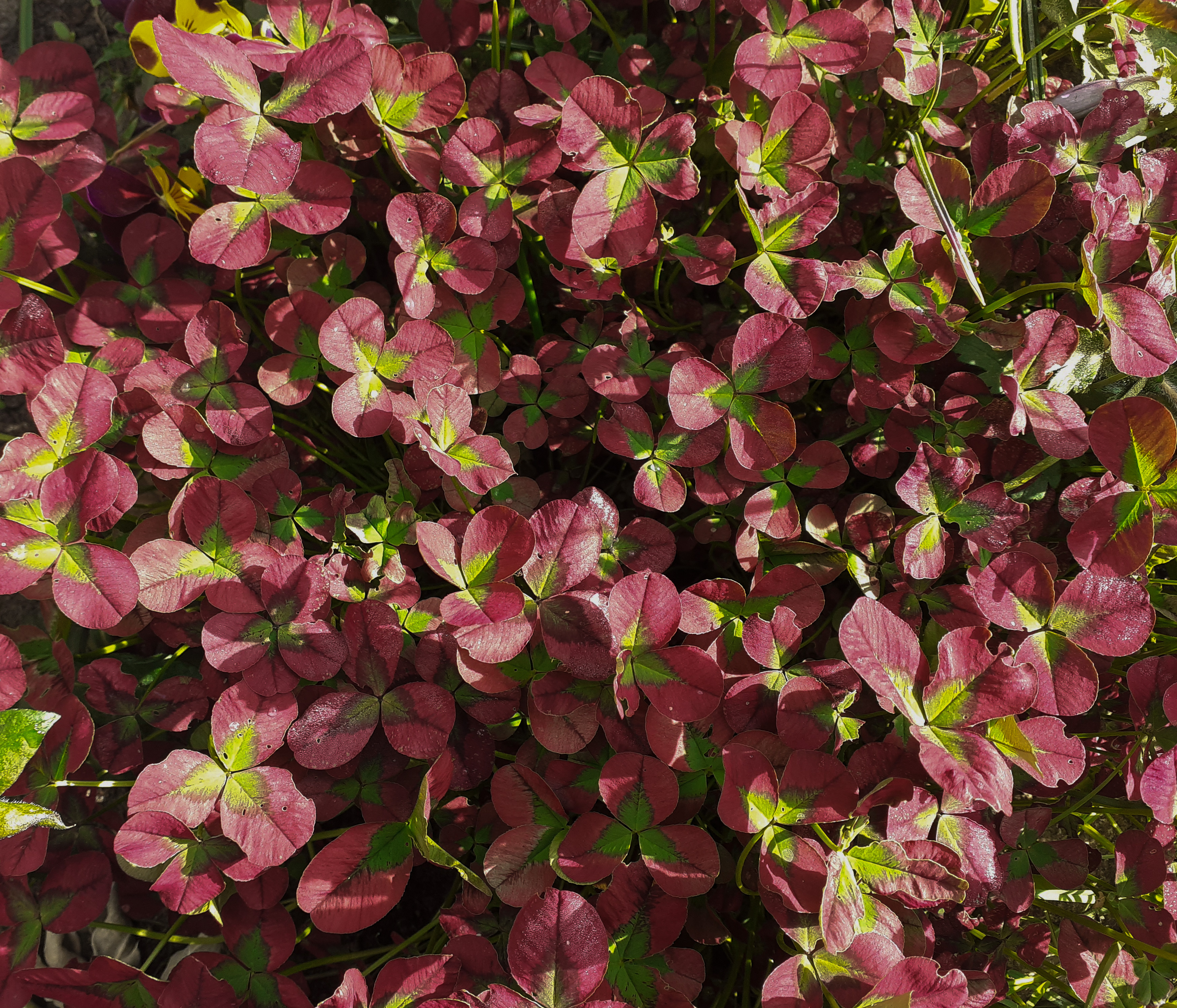
Rotblättrige Zierform des Weißklees

Die typischen dreizähligen Kleeblätter spielen eine Rolle auf Wappen sowie als Symbol für Irland.
Vierblättrige Kleeblätter, die als Glücksbringer gelten, findet man bei Wildpflanzen nur selten. Nach neueren molekulargenetischen Untersuchungen ist dies vermutlich darauf zurückzuführen, dass die Merkmale für die Mehrblättrigkeit im Laufe der Evolution rezessiv geworden sind. Nur wenn durch besondere Umweltverhältnisse die im Regelfall dominante Ausprägung der Dreiblättrigkeit inhibiert wird, werden als Ausnahmefall vierzählige Kleeblätter gebildet.
Allerdings ist vom Weißklee für den Garten und Balkonkästen unter dem Namen „Vierblättriger Schokoklee“, Trifolium repens ‘Quadrifolium Purpureum’, eine anspruchslose, überwiegend vierblättrige Kultursorte erhältlich.
Der im Handel zu Neujahr angebotene „Glücksklee“ (Oxalis tetraphylla) gehört dagegen zur Familie der Sauerkleegewächse (Oxalidaceae).